# Vortex I
Vortex I: A Biodegradable Festival of Life (auf Deutsch in etwa: Wirbel I: Ein biologisch abbaubares Festival des Lebens), besser bekannt als Vortex I, war ein einwöchiges Rockfestival, das vom 28. August bis zum 3. September 1970 im Milo McIver State Park nahe der Stadt Estacada in Oregon stattfand, etwa 40 km südöstlich von Portland.

## Hintergrund
1970 plante US-Präsident Nixon einen Auftritt auf dem Nationalkongress der American Legion in Portland (Oregon); die Veteranenorganisation unterstützte die Rolle der USA im Vietnamkrieg. Eine Koalition von in Portland ansässigen Anti-Vietnamkriegsgruppen, die sich „People’s Army Jamboree“ nannte, plante eine Reihe von Demonstrationen und anderen Antikriegsaktivitäten, die zeitgleich mit dem Kongress stattfinden sollten. Strafverfolgungsbehörden auf allen Ebenen erwarteten starke Proteste auf beiden Seiten und befürchteten massive Gewalt. Ein FBI-Bericht schätzte die potenzielle Teilnehmerzahl auf 25.000 Legionäre und 50.000 Kriegsgegner. Die Zeichen standen auf Sturm, es deuteten sich chaotische Zusammenstöße an.
In der Gegenkultur Portlands entwickelte sich eine Idee, um die drohende Eskalation zu entschärfen: Ein alternatives Festival wie im Jahr zuvor in Woodstock könnte die möglichen Demonstranten aus der Stadt locken und so die befürchteten Ausschreitungen verhindern. Man wandte sich an das Büro des Gouverneurs von Oregon Tom McCall, der sich überraschenderweise zur Unterstützung bereit erklärte und als Veranstaltungsort den Milo McIver State Park nahe der Stadt Estacada vorschlug, etwa 40 km (25 Meilen) südöstlich von Portland.
Ein Veranstaltungskomitee mit Vertretern der Verwaltung sowie verschiedener Antikriegs- und Umweltschutzgruppen begann mit der Organisation des Festivals. Vortex 1 wurde in Fernsehen, Radio und Printmedien der Region Portland angekündigt. Freiwillige errichteten mit staatlichen Mitteln eine Bühne. Lokale Unternehmen spendeten Lebensmittel, um die Menge zu versorgen. Ärzte und medizinisches Fachpersonal kamen in den Park, um ihre Arbeit ehrenamtlich zur Verfügung zu stellen. McCall soll gesagt haben, er habe mit dieser Vereinbarung – weniger als drei Monate vor der bevorstehenden Wahl im November, bei der er für seine Wiederwahl kandidierte – „politischen Selbstmord begangen“.

## Das Festival
Das Festival fand vom 28. August bis 3. September 1970 parallel zum Kongress der American Legion statt. Zwischen 30.000 und 100.000 Besucher kamen zu der Veranstaltung im Milo McIver State Park nahe der Stadt Estacada. Der Eintritt war frei, daher wurden die Eingänge nicht überwacht und genaue Besucherzahlen sind nicht verfügbar. Am geschäftigsten Tag des Festivals zog sich eine Autoschlange 35 km (22 Meilen) vom Parkeingang bis in den Südosten Portlands.
Nach Vereinbarung mit dem Gouverneur ignorierten die Polizei und die Oregon National Guard weitgehend gewaltfreie Straftaten wie Drogenkonsum und öffentliche Nacktheit, die beide auf dem Festival vorkamen. Das Festival wurde als „The Governor’s Pot Party“ bekannt.
Die Musik auf dem Festival stammte hauptsächlich von Musikern aus der Umgebung. Zu den auf dem Konzert vertretenen Bands aus Oregon gehörten Brown Sugar, Jacob’s Ladder, Portland Zoo, the Firemen und Wings of Freedom. Die Medien berichteten, dass viele bekannte nationale Künstler der damaligen Zeit auftreten würden, darunter Santana, Jefferson Airplane und Grateful Dead, doch dies war nicht der Fall.

## Nachwirkung
Obwohl zweifellos durch eine kurzfristige Absage Nixons begünstigt, erzielte die Veranstaltung die gewünschte Wirkung. Sowohl der Kongress der American Legion als auch die Antikriegsaktivitäten des Jamboree verliefen ohne größere Zwischenfälle. Das Konzert wurde von vielen als hervorragendes Mittel zur Gewaltprävention angesehen; es kam weder zu zwischenmenschlicher Gewalt noch zu Verletzungen, und der Sachschaden in Portland beschränkte sich auf ein einziges zerbrochenes Fenster. Weit davon entfernt, politischen Selbstmord zu begehen, gewann McCall im November die Wiederwahl und besiegte seinen Gegner Robert W. Straub mühelos.
Vortex I ist bis heute das einzige staatlich geförderte Rockfestival in der Geschichte der Vereinigten Staaten. 2020 war zum 50-jährigen Jubiläum von Vortex I ein Festival Vortex 2020 geplant, das am 22. und 23. August 2020 an gleicher Stelle stattfinden sollte, jedoch der COVID-19-Pandemie zum Opfer fiel.